# Torneio Pernambuco Bahia
O Torneio Pernambuco Bahia foi uma competição interestadual que teve três edições com times do estado de Pernambuco e do estado da Bahia e iria disputa a Competição de futebol.

## Regulamento
O torneio foi organizado no sistema de pontos corridos, com todas as equipes se enfrentando em jogos de ida e volta, e sendo campeão o maior pontuador da competição.

## Campeão daTorneio Pernambuco-Bahia de 1956
| Campeão do Torneio Pernambuco-Bahia de 1956 |
| ------------------------------------------- |
| Santa Cruz 1° título                        |

EQUIPES PARTICIPANTES:
BAHIA: Bahia, Botafogo, Galícia e Vitória.
PERNAMBUCO: América, Náutico, Santa Cruz e Sport.

## Campeão daTorneio Pernambuco-Bahia de 1993
| Campeão do Torneio Pernambuco-Bahia de 1993 |
| ------------------------------------------- |
| Bahia 1° título                             |

EQUIPES PARTICIPANTES:
BAHIA: Bahia e Vitória.
PERNAMBUCO: Santa Cruz e Sport.

## Campeão daTorneio Pernambuco-Bahia de 1994
| Campeão do Torneio Pernambuco-Bahia de 1994 |
| ------------------------------------------- |
| Bahia 2° título                             |

EQUIPES PARTICIPANTES:
BAHIA: Bahia e Vitória.
PERNAMBUCO: Santa Cruz e Sport.